# Мониова, Симона
Симона Мониова (чеш. Simona Monyová, 17 марта 1967, Брно, — 3 августа 2011, там же) — чешская писательница. Большинство её книг стали бестселлерами, она считалась лучшей писательницей Чехии, один из её романов был экранизирован.

## Биография
Родилась 17 марта 1967 года. У неё был младший брат Густав. Её девичья фамилия Урбанкович. Её дедушка часто называл её «Мони», что позже стало основой для её псевдонима. Литературный талант Симоны был замечен ещё в школе. Она постоянно участвовала в литературных конкурсах, сочиняя стихи и песни. В 1997 году она выпустила свой первый роман. С тех пор писала не переставая, в общей сложности по 2 романа в год. Мониова была трижды замужем, от каждого из мужей у неё было по сыну. В 2000 году она вышла замуж в третий раз. Её мужем стал Борис Ингр. Вместе они владели издательством, в котором с 2002 года было выпущено 25 книг Мониовой. В 2011 году вышел её последний роман «Боль сердца».
Симона Мониова была убита 3 августа 2011 года во время драки с собственным мужем у себя дома. Борис Ингр заколол её ножом. Задолго до убийства у супругов испортились отношения. По словам лучшего друга Симоны, её муж в течение 10 лет избивал писательницу, насильно принуждал её заниматься с ним сексом и угрожал убить. Нервные потрясения привели к тому, что Мониова похудела на 43 килограмма. Даже наличие маленького сына не остановило насилие по отношению к ней. Сам Ингр был тяжело ранен в драке и даже попал в больницу.
Убийство Симоны Мониовой вызвало шок и стало сенсацией в Чехии. Дело в том, что последний роман Мониовой «Боль сердца» почти в точности описывал семейную ситуацию Мониовой и завершился схожим убийством. Интерес к книге очень быстро возрос. Борис Ингр был признан виновным в убийстве своей жены и приговорён к 15 годам тюремного заключения.